# Goldhofer
Goldhofer is een Duitse constructeur van voertuigen voor exceptioneel transport. Het bedrijf is gevestigd in Memmingen in de Duitse deelstaat Beieren. Goldhofer ontwikkelt en bouwt diepladers, semi-diepladers, uitschuifbare opleggers, SPMTs, pushback trucks en speciale voertuigen voor superzware lasten.

## Ontstaan
De eerste vermelding van de smederij van de familie Goldhofer in Amendingen dateert uit het jaar 1705. In 1946 begint Alois Goldhofer (1922-1981) met de bouw van luchtgeveerde aanhangers voor de landbouw. Hij richt daarvoor de "Allgäuer Fahrzeugwerke Alois Goldhofer KG" op. In samenwerking met de bandenfabrikant Metzeler, die speciale 15"-banden ontwikkeld heeft, maakt Goldhofer in 1952 de eerste semi-dieplader die met behulp van oprijplaten over de achterste as kan geladen worden. Door deze ontwikkeling wordt de klantenkring uitgebreid van overwegend landbouwers naar vervoerders en bouwbedrijven. In 1956 wordt een dieplader ontwikkeld, waarvan de achterste as afneembaar is om het voertuig te laden. In 1959 wordt in Memmingen een nieuwe fabriek gebouwd, op de plaats waar de fabriek nu nog steeds gevestigd is.

## Ontwikkelingen
In de jaren 1960 worden meer en meer voertuigen ontwikkeld, veelal op vraag van de klanten. Zo wordt de basis gelegd van de modulaire transporters, in het begin met mechanische assturing, later met elektronische assturing. In 1971 werd de eerste uitschuifbare oplegger gebouwd. In 1979 wordt een lading van 1200 ton vervoerd met een Goldhofer platformcombinatie van 48 aslijnen met in totaal 384 wielen. Er waren vijf trekkende en twee duwende vrachtwagens nodig om de totale transportcombinatie van 1500 ton voort te bewegen. Deze transportcombinatie wordt in 1982 verder ontwikkeld tot het gepatenteerde "skidding frame" waarmee de lading beter gepositioneerd kan worden.
In 1983 wordt begonnen met de bouw van materieel voor extreme omstandigheden (extreem weer, slechte wegen).
In 1989 ontwikkelt Goldhofer de eerste moderne SPMT, met hydraulische aandrijving, sturing en ascompensatie. In 1994 wordt daar de elektronische multi-sturing aan toegevoegd.

## Pushback trucks

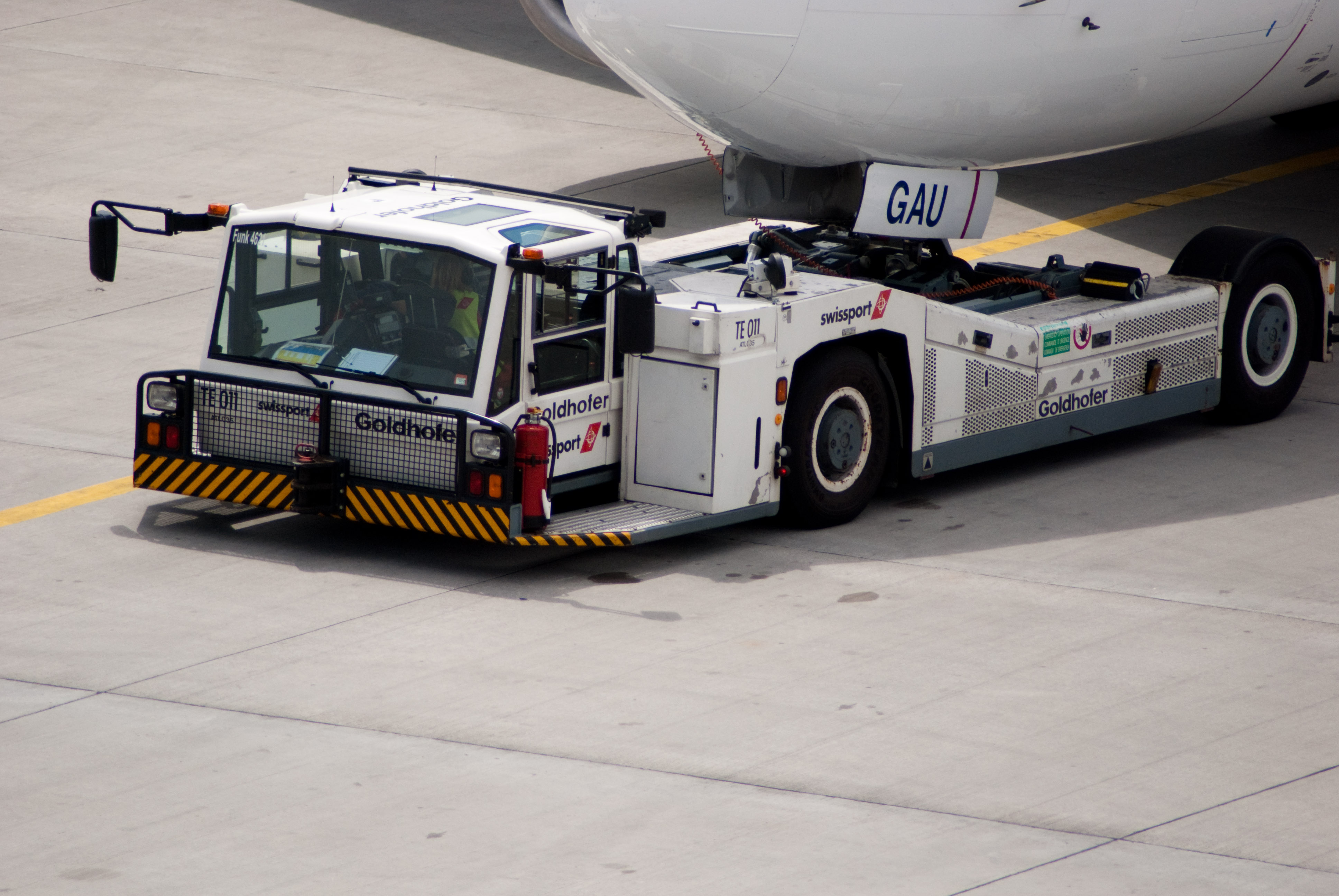
Pushback truck op Luchthaven Zürich

In 1987 begint Goldhofer met de ontwikkeling van pushback trucks zonder stang. De vliegtuigen worden niet meer getrokken of geduwd door middel van een stang, maar door het voorwiel van het vliegtuig vast te klemmen en op te heffen. Hiermee is het vliegtuig veel wendbaarder te manoeuvreren. Voordeel is ook dat er geen extra ballast meer nodig is om de nodige asdruk te verkrijgen om de grote massa's in beweging te kunnen brengen. Na twee jaar ontwikkeling wordt het eerste prototype bij Swissair getest. Dit eerste prototype is uitgerust met een V10-dieselmotor van 280 pk, weegt 12 ton en kan vliegtuigen tot 180 ton voortbewegen. Na een jaar testen wordt het prototype vrijgegeven voor vliegtuigen tot 240 ton en aan Swissair overgedragen. Anno 2005 was dit prototype-voertuig, na meer dan 30000 bedrijfsuren op de luchthaven van Zürich, nog steeds in dienst. 
In 1991 bouwt Goldhofer een nieuwe pushback truck voor de steeds groter wordende vliegtuigen. Deze pushback truck is uitgerust met twee dieselmotoren van elk 420 pk (totaal 840 pk), waarmee ook de 400 ton zware Boeing 747 kan gesleept worden.
Voor de nieuwe Airbus A380 (max. 600 ton) wordt in 2004 een nieuwe pushback truck ontwikkeld. Deze AST 1-X heeft drie assen en twee V8-dieselmotoren van elk 600 pk (totaal 1200 pk). Het voertuig is 11,25 m lang en 4,5 m breed en is gestuurd op de drie assen. Met een vliegtuig van 300 ton in de klem, haalt de AST 1-X een snelheid van 30 km/u.